# Кадесников, Николай Зотикович
Николай Зотикович Кадесников (13 ноября 1895, Вятка — 12 августа 1971, Нью-Йорк) — русский морской офицер, педагог.

## Биография
Окончил реальное училище. Поступил в Петербургский политехнический институт, во время Первой мировой войны перешёл в Морское инженерное училище, которое окончил инженером-механиком и был произведен в мичманы с назначением на службу в Балтийский флот, на линейный корабль «Гангнут».
После Октябрьской революции уехал на Юг России, где присоединился к белым. Во время Гражданской войны инженер-механик на канонерской лодке белого Черноморского флота «Терец» (с сентября 1918 по ноябрь 1920 гг.).
После оставления Белой Армией Крыма жил в Королевстве Сербов, Хорватов и Словенцев, получил место преподавателя математики в сербской гимназии. С началом развития в Югославии авиации перешёл на службу в штаб авиации и работал инженером-механиком. Принимал участие в русских общественных и политических организациях, в сокольском движении. В 1938 году в Белграде членами общества Русский Сокол была поставлена пьеса «Талисман», написанная Н.З. Кадесниковым.
В 1945 перед захватом власти в Югославии коммунистами с семьей переехал в Триест, где в лагере для перемещенных лиц Сан-Сабба Аннекс при его участии была создана русская гимназия, директором которой он был в течение пяти лет.
В 1955 г. с помощью общества русских морских офицеров переехал в Нью-Йорк. Преподавал в русской Свято-Сергиевской гимназии в Нью-Йорке. Им были написаны учебные пособия для гимназии: «Краткий очерк русской истории XX века» и «Родная речь». Одновременно уделял время общественной и литературной деятельности. Сотрудничал в русских зарубежных газетах и в журнале «Часовой».
Скончался 12 августа 1971 г. в Нью-Йорке.
Похоронен на кладбище Успенского женского Новодивеевского монастыря в Нанует, Нью-Йорк.

## Сочинения
- В дни русской смуты. // Морские Записки. 1959 Том. XVII №1 (49)
- Сто одиннадцать дней без берега. (Оборона Крыма в 1919 г.) // Морские записки. 1956 № 2/3 (42), 1956 № 4 (43), 1957 № 1 (44)
- Краткий очерк Белой борьбы под Андреевским флагом на суше, морях, озерах и реках России в 1917–1922 годах.
- Краткий очерк русской истории XX века.